# An der Kirche (Bensberg)
An der Kirche ist ein Ortsteil im Stadtteil Bensberg von Bergisch Gladbach.

## Geschichte
Der Siedlungsname An der Kirche greift die alte Gewannenbezeichnung auf, die im Urkataster als Standort des Kirchengebäudes einschließlich des näheren Umlands mit Wohngebäuden vermerkt ist. Das Messtischblatt von 1827 verzeichnet noch die alte Bensberger Dorfkirche, die 1554 auf dem nach Westen vorgelagerten Bergrücken erbaut worden war. Von 1877 bis 1883 baute man an dieser Stelle die neue Kirche. Die früheste Bensberger Pfarrkirche ist für das 12. Jahrhundert als Eigenkirche der Grafen von Berg belegt. Der Hl. Nikolaus wird erstmals ab 1470 urkundlich als Schutzpatron genannt.